# Wereldkampioenschappen openwaterzwemmen 2017 - 25 kilometer vrouwen
De 25 kilometer openwaterzwemmen voor vrouwen tijdens de wereldkampioenschappen openwaterzwemmen 2017 vond plaats op 21 juli 2017 in het Balatonmeer.

## Uitslag
| Rang   | Naam                  | Land             | Tijd       |
| ------ | --------------------- | ---------------- | ---------- |
| Goud   | Ana Marcela Cunha     | Brazilië         | 5:21:58.40 |
| Zilver | Sharon van Rouwendaal | Nederland        | 5:22:00.80 |
| Brons  | Arianna Bridi         | Italië           | 5:22:08.20 |
| 4      | Martina Grimaldi      | Italië           | 5:23:54.60 |
| 5      | Anna Olasz            | Hongarije        | 5:23:55.00 |
| 6      | Anastasia Krapyvina   | Rusland          | 5:24:03.70 |
| 7      | Becca Mann            | Verenigde Staten | 5:27:06.90 |
| 8      | Aurélie Muller        | Frankrijk        | 5:28:25.30 |
| 9      | Chelsea Gubecka       | Australië        | 5:28:41.60 |
| 10     | Cathryn Salladin      | Verenigde Staten | 5:29:49.70 |
| 11     | Lenka Štěrbová        | Tsjechië         | 5:33:04.60 |
| 12     | Onon Sömenek          | Hongarije        | 5:33:05.80 |
| 13     | Lara Grangeon         | Frankrijk        | 5:33:12.00 |
| 14     | Sarah Bosslet         | Duitsland        | 5:33:19.70 |
| 15     | Yumi Kida             | Japan            | 5:39:31.50 |
| 16     | Nataly Caldas         | Ecuador          | 5:42:38.40 |
| 17     | Valeria Jermakova     | Rusland          | 5:45:13.90 |
| 18     | Ksenia Romantsjoek    | Kazachstan       | 5:45:56.70 |
| 19     | Betina Lorscheitter   | Brazilië         | 6:05:20.00 |
| —      | Mahina Valdivia       | Chili            | DNF        |
| —      | Vicenia Navarro       | Venezuela        | DNF        |
| —      | Angela Maurer         | Duitsland        | DNS        |

* DNF = Niet gefinisht
* DNS = Niet gestart